# Frankrike i olympiska sommarspelen 2004
Vid de olympiska sommarspelen 2004, representerades Frankrike av landets olympiska kommitté (franska: Comité National Olympique et Sportif Français). Landet ställde upp med 308 idrottare, 195 män och 113 kvinnor, vilka deltog i 193 tävlingar i 27 sporter. Frankrike slutade på sjunde plats i medaljligan, med elva guldmedaljer och 33 medaljer totalt.

## Badminton
| Idrottare                          | Gren        | Sextondelsfinaler                             | Åttondelsfinaler     | Kvartsfinaler        | Semifinaler          | Final                | Final            |
| Idrottare                          | Gren        | Motståndare Resultat                          | Motståndare Resultat | Motståndare Resultat | Motståndare Resultat | Motståndare Resultat | Placering        |
| ---------------------------------- | ----------- | --------------------------------------------- | -------------------- | -------------------- | -------------------- | -------------------- | ---------------- |
| Svetoslav Stoyanov Victoria Wright | Mixeddubbel | Eriksen/Schjoldager (DEN) L 13-15, 15-2, 5-15 | Gick inte vidare     | Gick inte vidare     | Gick inte vidare     | Gick inte vidare     | Gick inte vidare |
| Pi Hongyan                         | Damsingel   | Seo (KOR) L 6-11, 11-6, 7-11                  | Gick inte vidare     | Gick inte vidare     | Gick inte vidare     | Gick inte vidare     | Gick inte vidare |

## Bordtennis
| Idrottare     | Gren       | Omgång 1             | Omgång 2             | Omgång 3             | Omgång 4             | Kvartsfinaler        | Semifinaler          | Final                |                  |
| Idrottare     | Gren       | Motståndare Resultat | Motståndare Resultat | Motståndare Resultat | Motståndare Resultat | Motståndare Resultat | Motståndare Resultat | Motståndare Resultat |                  |
| ------------- | ---------- | -------------------- | -------------------- | -------------------- | -------------------- | -------------------- | -------------------- | -------------------- | ---------------- |
| Patrick Chila | Herrsingel | BYE                  | Toriola (NGR) W 4-2  | Boll (GER) L 1-4     | Gick inte vidare     | Gick inte vidare     | Gick inte vidare     | Gick inte vidare     | Gick inte vidare |

## Boxning
| Idrottare        | Gren            | Sextondelsfinaler        | Åttondelsfinaler       | Kvartsfinaler            | Semifinaler           | Final                      | Final            |
| Idrottare        | Gren            | Motståndare Resultat     | Motståndare Resultat   | Motståndare Resultat     | Motståndare Resultat  | Motståndare Resultat       | Placering        |
| ---------------- | --------------- | ------------------------ | ---------------------- | ------------------------ | --------------------- | -------------------------- | ---------------- |
| Redouane Asloum  | Lätt flugvikt   | Nalbandyan (ARM) L 20-27 | Gick inte vidare       | Gick inte vidare         | Gick inte vidare      | Gick inte vidare           | Gick inte vidare |
| Jérôme Thomas    | Flugvikt        | Kumar (IND) W 37-16      | Payano (DOM) W 36-17   | Siler (USA) W 23-18      | Aslanov (AZE) W 23-18 | Final Gamboa (CUB) L 23-38 | 2                |
| Ali Hallab       | Bantamvikt      | Bouziane (ALG) L 16-19   | Gick inte vidare       | Gick inte vidare         | Gick inte vidare      | Gick inte vidare           | Gick inte vidare |
| Khedafi Djelkhir | Fjädervikt      | Nejmaoui (TUN) W 38-13   | Tajbert (GER) L 26-40  | Gick inte vidare         | Gick inte vidare      | Gick inte vidare           | Gick inte vidare |
| Willy Blain      | Lätt weltervikt | Ali Sassi (TUN) W 36-14  | Maletin (RUS) W 28-20  | Boonjumnong (THA) L 8-20 | Gick inte vidare      | Gick inte vidare           | Gick inte vidare |
| Xavier Noël      | Weltervikt      | Berto (HAI) W 36-34      | Polyakov (UKR) L 25-32 | Gick inte vidare         | Gick inte vidare      | Gick inte vidare           | Gick inte vidare |

## Brottning
Herrarnas fristil
| Vincent Aka-Akesse | 84 kg | Pool 3 Mindorashvili (GEO) L 0-3 Loizidis (GRE) L 0-3 | 3 | Gick inte vidare | Gick inte vidare | Gick inte vidare | Gick inte vidare |

Damernas fristil
| Angélique Berthenet | 48 kg | Pool 2 Enkhjargal (MGL) W 7-4 Ross (GBS) W TO    | 1 Q | C.Icho (JPN) L 1-12 | Bronsmatch Miranda (USA) L 4-12 | 4 |
| Anna Gomis          | 55 kg | Pool 4 Lee (KOR) W 5-2 Poumpouridou (GRE) W 10-0 | 1 Q | Yoshida (JPN) L 6-7 | Bronsmatch Karlsson (SWE) W 6-0 | 3 |
| Lise Legrand        | 63 kg | Pool 3 Khilko (BLR) W 7-1 Ivanova (TJK) W 3-0    | 1 Q | K.Icho (JPN) L 0-4  | Bronsmatch Zygouri (GRE) W TO   | 3 |

Grekisk-romersk
| Mélonin Noumonvi    | 84 kg  | Pool 4 Tsitsiashvili (ISR) L 1-3 Mishin (RUS) L 0-3 | 3   | Gick inte vidare  | Gick inte vidare | Gick inte vidare             | Gick inte vidare |
| Yannick Szczepaniak | 120 kg | Pool 1 Galstyan (ARM) W 3-1 Barreno (VEN) W 10-0    | 1 Q | Barzi (IRI) L 0-3 | Gick inte vidare | Femte plats López (CUB) L PA | 6                |

## Bågskytte
Herrar
| Idrottare                                         | Gren         | Rankningsomgång | Rankningsomgång | 32-delsfinaler           | Sextondelsfinaler    | Åttondelsfinaler     | Kvartsfinaler        | Semifinaler          | Final                | Final            |
| Idrottare                                         | Gren         | Poäng           | Seed            | Motståndare Resultat     | Motståndare Resultat | Motståndare Resultat | Motståndare Resultat | Motståndare Resultat | Motståndare Resultat | Placering        |
| ------------------------------------------------- | ------------ | --------------- | --------------- | ------------------------ | -------------------- | -------------------- | -------------------- | -------------------- | -------------------- | ---------------- |
| Jocelyn de Grandis                                | Individuellt | 663             | 13              | Peljor (BHU) L 136-161   | Gick inte vidare     | Gick inte vidare     | Gick inte vidare     | Gick inte vidare     | Gick inte vidare     | Gick inte vidare |
| Franck Fisseux                                    | Individuellt | 622             | 56              | Yamamoto (JPN) L 147-155 | Gick inte vidare     | Gick inte vidare     | Gick inte vidare     | Gick inte vidare     | Gick inte vidare     | Gick inte vidare |
| Thomas Naglieri                                   | Individuellt | 626             | 53              | Cuddihy (AUS) L 127-148  | Gick inte vidare     | Gick inte vidare     | Gick inte vidare     | Gick inte vidare     | Gick inte vidare     | Gick inte vidare |
| Jocelyn de Grandis Franck Fisseux Thomas Naglieri | Lagtävling   | 1911            | 12              | i.u.                     | i.u.                 | Japan L 241-254      | Gick inte vidare     | Gick inte vidare     | Gick inte vidare     | Gick inte vidare |

Damer
| Idrottare                                      | Gren         | Rankningsomgång | Rankningsomgång | 32-delsfinaler             | Sextondelsfinaler    | Åttondelsfinaler     | Kvartsfinaler        | Semifinaler          | Final                                 | Final            |
| Idrottare                                      | Gren         | Poäng           | Seed            | Motståndare Resultat       | Motståndare Resultat | Motståndare Resultat | Motståndare Resultat | Motståndare Resultat | Motståndare Resultat                  | Placering        |
| ---------------------------------------------- | ------------ | --------------- | --------------- | -------------------------- | -------------------- | -------------------- | -------------------- | -------------------- | ------------------------------------- | ---------------- |
| Alexandra Fouace                               | Individuellt | 627             | 30              | Matsushita (JPN) L 157-165 | Gick inte vidare     | Gick inte vidare     | Gick inte vidare     | Gick inte vidare     | Gick inte vidare                      | Gick inte vidare |
| Bérengère Schuh                                | Individuellt | 626             | 31              | Romantzi (GRE) L 143-151   | Gick inte vidare     | Gick inte vidare     | Gick inte vidare     | Gick inte vidare     | Gick inte vidare                      | Gick inte vidare |
| Aurore Trayan                                  | Individuellt | 594             | 60              | Zhang (CHN) L 122-135      | Gick inte vidare     | Gick inte vidare     | Gick inte vidare     | Gick inte vidare     | Gick inte vidare                      | Gick inte vidare |
| Alexandra Fouace Bérengère Schuh Aurore Trayan | Lagtävling   | 1847            | 13              | i.u.                       | i.u.                 | Polen W 226-224      | Indien W 228-227     | Sydkorea L 234-249   | Bronsmatch Kinesiska Taipei L 228-242 | 4                |

## Cykling

### Mountainbike
| Idrottare              | Gren                  | Tid     | Placering |
| ---------------------- | --------------------- | ------- | --------- |
| Laurence Leboucher     | Damernas terränglopp  | 2:05:34 | 8         |
| Julien Absalon         | Herrarnas terränglopp | 2:15:02 | 1         |
| Miguel Martinez        | Herrarnas terränglopp | DNF     | x         |
| Jean-Christophe Péraud | Herrarnas terränglopp | 2:20:59 | 11        |

### Landsväg
Herrar
| Idrottare         | Gren                | Tid      | Placering |
| ----------------- | ------------------- | -------- | --------- |
| Laurent Brochard  | Herrarnas linjelopp | 5:44:13  | 44        |
| Sylvain Chavanel  | Herrarnas linjelopp | DNF      | x         |
| Christophe Moreau | Herrarnas linjelopp | DNF      | x         |
| Richard Virenque  | Herrarnas linjelopp | 5:44:13  | 48        |
| Thomas Voeckler   | Herrarnas linjelopp | 5:41:56  | 20        |
| Christophe Moreau | Herrarnas tempolopp | 59:50.28 | 11        |

Damer
| Idrottare              | Gren               | Tid      | Placering |
| ---------------------- | ------------------ | -------- | --------- |
| Sonia Huguet           | Damernas linjelopp | 3:30:30  | 40        |
| Jeannie Longo-Ciprelli | Damernas linjelopp | 3:25:23  | 10        |
| Edwige Pitel           | Damernas linjelopp | 3:28:39  | 32        |
| Jeannie Longo-Ciprelli | Damernas tempolopp | 33:05.72 | 14        |
| Edwige Pitel           | Damernas tempolopp | 34:02.35 | 20        |

### Bana
Sprint
| Idrottare        | Gren             | Kval                   | Kval            | Första omgången                  | Återkval                         | Kvartsfinaler                    | Semifinaler                      | Final                            | Final                                                        |   |
| Idrottare        | Gren             | Tid Hastighet (km/h)   | Placering       | Motståndare Tid Hastighet (km/h) | Motståndare Tid Hastighet (km/h) | Motståndare Tid Hastighet (km/h) | Motståndare Tid Hastighet (km/h) | Motståndare Tid Hastighet (km/h) | Placering                                                    |   |
| ---------------- | ---------------- | ---------------------- | --------------- | -------------------------------- | -------------------------------- | -------------------------------- | -------------------------------- | -------------------------------- | ------------------------------------------------------------ | - |
| Mickaël Bourgain | Herrarnas sprint | 10.264 70.148 km/h 4 Q | Jerabek (SVK) W | BYE                              | Eadie (AUS) W                    | BYE                              | Gané (FRA) L 0-2                 | Gick inte vidare                 | 5-8 klassificering Edgar (GBR) Forde (BAR) Zieliński (POL) 4 | 8 |
| Laurent Gané     | Herrarnas sprint | 10.271 70.100 km/h 5 Q | Kim (KOR) W     | BYE                              | Villanueva (ESP) W               | BYE                              | Bourgain (FRA) W 2-0             | Bayley (AUS) L 0-2               | Bronsmatch Wolff (GER) L 0-2                                 | 4 |

Poänglopp
| Sonia Huguet | Damernas poänglopp | i.u. | i.u. | i.u. | i.u. | 2 Points | 13 |

Förföljelse
| Idrottare                                                         | Gren                         | Kval                           | Kval                           | Första omgången    | Första omgången    | Final                  | Final            |
| Idrottare                                                         | Gren                         | Tid                            | Placering                      | Motståndare Tid    | Placering          | Motståndare Tid        | Placering        |
| ----------------------------------------------------------------- | ---------------------------- | ------------------------------ | ------------------------------ | ------------------ | ------------------ | ---------------------- | ---------------- |
| Fabien Sanchez                                                    | Herrarnas förföljelse        | 4:20.606                       | 8 Q                            | 4:21.235           | 6                  | Gick inte vidare       | Gick inte vidare |
| Mathieu Ladagnous Anthony Langella Jérôme Neuville Fabien Sanchez | Herrarnas lagförföljelse     | 4:07.336                       | 7 Q                            | Lapped             | 7                  | Gick inte vidare       | Gick inte vidare |
| Mickaël Bourgain Laurent Gané Arnaud Tournant                     | Herrarnas lagförföljelse     | 44.179                         | 1 Q                            | 44.128             | 3                  | Bronslopp 44.359       | 3                |
| Arnaud Tournant                                                   | Herrarnas tempolopp          | i.u.                           | i.u.                           | i.u.               | i.u.               | 1:00.896               | 2                |
| François Pervis                                                   | i.u.                         | i.u.                           | i.u.                           | i.u.               | 1:02.328           | 5                      |                  |
| Franck Perque                                                     | Herrarnas poänglopp          | i.u.                           | i.u.                           | i.u.               | i.u.               | 2 Extra varv 43 Points | 10               |
| Mickaël Bourgain                                                  | Herrarnas keirin             | Första omgången 7 Återkval 1 Q | Första omgången 7 Återkval 1 Q | Andra omgången 3 Q | Andra omgången 3 Q | Final 4                | 4                |
| Laurent Gané                                                      | Första omgången 6 Återkval 6 | Första omgången 6 Återkval 6   | Gick inte vidare               | Gick inte vidare   | Gick inte vidare   | Gick inte vidare       |                  |
| Jérôme Neuville Mathieu Ladagnous                                 | Herrarnas Madison            | i.u.                           | i.u.                           | i.u.               | i.u.               | DNF                    | x                |

## Friidrott
Herrar
Bana, maraton och gång
| Idrottare                                                     | Gren               | Heat     | Heat      | Kvartsfinal      | Kvartsfinal      | Semifinal        | Semifinal        | Final            | Final            |
| Idrottare                                                     | Gren               | Resultat | Placering | Resultat         | Placering        | Resultat         | Placering        | Resultat         | Placering        |
| ------------------------------------------------------------- | ------------------ | -------- | --------- | ---------------- | ---------------- | ---------------- | ---------------- | ---------------- | ---------------- |
| Eddy De Lépine                                                | 100 meter          | 10.27    | 5 q       | DNS              | x                | Gick inte vidare | Gick inte vidare | Gick inte vidare | Gick inte vidare |
| Issa-Aimé Nthépé                                              | 100 meter          | 10.67    | 5         | Gick inte vidare | Gick inte vidare | Gick inte vidare | Gick inte vidare | Gick inte vidare | Gick inte vidare |
| Ronald Pognon                                                 | 100 meter          | 10.18    | 2 Q       | 10.15            | 4 q              | 10.32            | 7                | Gick inte vidare | Gick inte vidare |
| Leslie Djhone                                                 | 400 meter          | 45.40    | 1 Q       | i.u.             | i.u.             | 45.01            | 3 q              | 44.94            | 7                |
| Nicolas Aissat                                                | 800 meter          | 1:45.31  | 4 q       | i.u.             | i.u.             | 1:47.14          | 5                | Gick inte vidare | Gick inte vidare |
| Florent Lacasse                                               | 800 meter          | 1:46.91  | 3         | i.u.             | i.u.             | Gick inte vidare | Gick inte vidare | Gick inte vidare | Gick inte vidare |
| Mehdi Baala                                                   | 1 500 meter        | 3:46.06  | 13        | i.u.             | i.u.             | Gick inte vidare | Gick inte vidare | Gick inte vidare | Gick inte vidare |
| Mounir Yemmouni                                               | 1 500 meter        | 3:51.08  | 10        | i.u.             | i.u.             | Gick inte vidare | Gick inte vidare | Gick inte vidare | Gick inte vidare |
| Ismaïl Sghyr                                                  | 10 000 meter       | i.u.     | i.u.      | i.u.             | i.u.             | i.u.             | i.u.             | 27:57.09         | 8                |
| Ladji Doucouré                                                | 110 meter häck     | 13.18 NR | 1 Q       | 13.23            | 1 Q              | 13.06 NR         | 1 Q              | 13.76            | 8                |
| Naman Keïta                                                   | 400 meter häck     | 48.88    | 2 Q       | i.u.             | i.u.             | 48.24            | 3 q              | 48.26            | 3                |
| Vincent Ledauphin                                             | 3 000 meter hinder | 8:20.13  | 5 q       | i.u.             | i.u.             | i.u.             | i.u.             | 8:16.15          | 10               |
| Bouabdellah Tahri                                             | 3 000 meter hinder | 8:18.98  | 3 Q       | i.u.             | i.u.             | i.u.             | i.u.             | 8:14.26          | 7                |
| El Hassan Lahssini                                            | Maraton            | i.u.     | i.u.      | i.u.             | i.u.             | i.u.             | i.u.             | 2:19:50          | 36               |
| David Boulanger                                               | 50 kilometer gång  | i.u.     | i.u.      | i.u.             | i.u.             | i.u.             | i.u.             | 4:01:32          | 22               |
| Denis Langlois                                                | 50 kilometer gång  | i.u.     | i.u.      | i.u.             | i.u.             | i.u.             | i.u.             | DNF              | x                |
| Eddy Riva                                                     | 50 kilometer gång  | i.u.     | i.u.      | i.u.             | i.u.             | i.u.             | i.u.             | 4:00:25          | 21               |
| Issa-Aimé Nthépé Ronald Pognon Frédéric Krantz David Alerte   | 4 x 100 meter      | 38.93    | 7         | i.u.             | i.u.             | i.u.             | i.u.             | Gick inte vidare | Gick inte vidare |
| Ahmed Douhou Ibrahima Wade Abderrahim El Haouzy Leslie Djhone | 4 x 400 meter      | 3:04.39  | 7         | i.u.             | i.u.             | i.u.             | i.u.             | Gick inte vidare | Gick inte vidare |

Fältgrenar och tiokamp
| Idrottare         | Gren          | Kval     | Kval      | Final            | Final            |
| Idrottare         | Gren          | Resultat | Placering | Resultat         | Placering        |
| ----------------- | ------------- | -------- | --------- | ---------------- | ---------------- |
| Nicolas Guigon    | Stavhopp      | 5.30     | =31       | Gick inte vidare | Gick inte vidare |
| Romain Mesnil     | Stavhopp      | 5.65     | 18        | Gick inte vidare | Gick inte vidare |
| Yann Domenech     | Längdhopp     | 7.73     | 28        | Gick inte vidare | Gick inte vidare |
| Kafétien Gomis    | Längdhopp     | 7.99     | 14        | Gick inte vidare | Gick inte vidare |
| Salim Sdiri       | Längdhopp     | 8.08     | 9 q       | 7.94             | 12               |
| Julien Kapek      | Tresteg       | 16.91    | 12 q      | 16.81            | 10               |
| Karl Taillepierre | Tresteg       | 15.50    | 42        | Gick inte vidare | Gick inte vidare |
| David Brisseault  | Spjutkastning | 71.86    | 31        | Gick inte vidare | Gick inte vidare |

Herrar
Kombinerade grenar - Tiokamp
| Friidrottare  | Gren     | 100 m | LJ   | SP    | HJ   | 400 m | 110H  | DT    | PV   | JT    | 1500 m  | Final | Placering |
| ------------- | -------- | ----- | ---- | ----- | ---- | ----- | ----- | ----- | ---- | ----- | ------- | ----- | --------- |
| Romain Barras | Resultat | 11.14 | 6.99 | 14.91 | 1.94 | 49.41 | 14.37 | 44.83 | 4.60 | 64.55 | 4:27.09 | 8067  | 13        |
| Romain Barras | Poäng    | 830   | 811  | 784   | 749  | 842   | 927   | 763   | 790  | 807   | 764     | 8067  | 13        |
| Laurent Hernu | Resultat | 10.97 | 7.19 | 14.65 | 2.03 | 48.73 | 14.25 | 44.72 | 4.80 | 57.76 | 4:24.35 | 8237  | 7         |
| Laurent Hernu | Poäng    | 867   | 859  | 768   | 831  | 874   | 942   | 761   | 849  | 704   | 782     | 8237  | 7         |

Damer
Bana, maraton och gång
| Idrottare                                                   | Gren           | Heat     | Heat      | Kvartsfinal | Kvartsfinal      | Semifinal        | Semifinal        | Final            | Final            |                  |                  |
| Idrottare                                                   | Gren           | Resultat | Placering | Resultat    | Placering        | Resultat         | Placering        | Resultat         | Placering        |                  |                  |
| ----------------------------------------------------------- | -------------- | -------- | --------- | ----------- | ---------------- | ---------------- | ---------------- | ---------------- | ---------------- | ---------------- | ---------------- |
| Christine Arron                                             | 100 meter      | 11.14    | 2 Q       | 11.10       | 1 Q              | 11.21            | 6                | Gick inte vidare | Gick inte vidare |                  |                  |
| Véronique Mang                                              | 100 meter      | 11.24    | 2 Q       | 11.39       | 6                | Gick inte vidare | Gick inte vidare | Gick inte vidare | Gick inte vidare |                  |                  |
| Christine Arron                                             | 200 meter      | 22.60    | 2 Q       | 22.90       | 4 q              | 23.05            | 7                | Gick inte vidare | Gick inte vidare |                  |                  |
| Sylviane Félix                                              | 200 meter      | 22.94    | 2 Q       | 23.08       | 5 q              | 22.99            | 7                | Gick inte vidare | Gick inte vidare |                  |                  |
| Muriel Hurtis                                               | 200 meter      | 4 Q      | 23.33     | 6           | Gick inte vidare | Gick inte vidare | Gick inte vidare | Gick inte vidare |                  |                  |                  |
| Élisabeth Grousselle                                        | 800 meter      | 2:00.31  | 3 Q       | i.u.        | i.u.             | 2:00.21          | 6                | Gick inte vidare | Gick inte vidare |                  |                  |
| Hind Dehiba                                                 | 1 500 meter    | 4:07.96  | 8         | i.u.        | i.u.             | Gick inte vidare | Gick inte vidare | Gick inte vidare | Gick inte vidare |                  |                  |
| Latifa Essarokh                                             | 1 500 meter    | 4:09.08  | 10        | i.u.        | i.u.             | Gick inte vidare | Gick inte vidare | Gick inte vidare | Gick inte vidare |                  |                  |
| Maria Martins                                               | 1 500 meter    | 4:05.95  | 4 Q       | i.u.        | i.u.             | 4:12.76          | 12               | Gick inte vidare | Gick inte vidare |                  |                  |
| Margaret Maury                                              | 5 000 meter    | 14:56.79 | 6 q       | i.u.        | i.u.             | i.u.             | i.u.             | 15:09.77         | 11               |                  |                  |
| Linda Ferga-Khodadin                                        | 100 meter häck | 13.02    | 4         | i.u.        | i.u.             | Gick inte vidare | Gick inte vidare | Gick inte vidare | Gick inte vidare |                  |                  |
| Reïna-Flor Okori                                            | 100 meter häck | 12.81    | 1 Q       | i.u.        | i.u.             | 12.81            | 6                | Gick inte vidare | Gick inte vidare | Gick inte vidare | Gick inte vidare |
| Nicole Ramalalanirina                                       | 100 meter häck | 13.07    | 4         | i.u.        | i.u.             | Gick inte vidare | Gick inte vidare | Gick inte vidare | Gick inte vidare |                  |                  |
| Hafida Gadi                                                 | Maraton        | i.u.     | i.u.      | i.u.        | i.u.             | i.u.             | i.u.             | 2:50:29          | 52               |                  |                  |
| Rakiya Maraoui Quetier                                      | Maraton        | i.u.     | i.u.      | i.u.        | i.u.             | i.u.             | i.u.             | DNF              | x                |                  |                  |
| Corinne Raux                                                | Maraton        | i.u.     | i.u.      | i.u.        | i.u.             | i.u.             | i.u.             | 2:35:54          | 15               |                  |                  |
| Christine Arron Sylviane Félix Muriel Hurtis Véronique Mang | 4 x 100 meter  | 42.98    | 3 Q       | i.u.        | i.u.             | i.u.             | i.u.             | 42.54            | 3                |                  |                  |

Fältgrenar och sjukamp
| Idrottare            | Gren           | Kval     | Kval      | Final            | Final            |
| Idrottare            | Gren           | Resultat | Placering | Resultat         | Placering        |
| -------------------- | -------------- | -------- | --------- | ---------------- | ---------------- |
| Vanessa Boslak       | Stavhopp       | 4.40     | 11 q      | 4.40             | 6                |
| Marie Poissonnier    | Stavhopp       | 4.00     | 34        | Gick inte vidare | Gick inte vidare |
| Eunice Barber        | Längdhopp      | 6.37     | 29        | Gick inte vidare | Gick inte vidare |
| Laurence Manfredi    | Kulstötning    | 17.78    | 16        | Gick inte vidare | Gick inte vidare |
| Mélina Robert-Michon | Diskuskastning | 56.70    | 31        | Gick inte vidare | Gick inte vidare |
| Manuela Montebrun    | Släggkastning  | 67.90    | 15        | Gick inte vidare | Gick inte vidare |

Kombinerade grenar – Sjukamp
| Idrottare         | Gren     | 100H  | HJ   | SP    | 200 m | LJ   | JT    | 800 m   | Final | Placering |
| ----------------- | -------- | ----- | ---- | ----- | ----- | ---- | ----- | ------- | ----- | --------- |
| Marie Collonvillé | Resultat | 13.65 | 1.85 | 12.35 | 25.26 | 6.19 | 49.14 | 2:13.62 | 6279  | 7         |
| Marie Collonvillé | Poäng    | 1028  | 1041 | 684   | 863   | 908  | 843   | 912     | 6279  | 7         |

## Fäktning
Herrar
| Érik Boisse                                                  | Värja        | BYE  | Rathprasert (THA) W 15-9 | Carillo (CUB) W 15-11  | Jeannet (FRA) W 15-14 | Fischer (SUI) L 9-15                | Bronsmatch Kolobkov (RUS) L 8-15 | 4                |
| Fabrice Jeannet                                              | Värja        | BYE  | Kochetkov (RUS) W 15-11  | Lee (KOR) W 15-5       | Boisse (FRA) L 14-15  | Gick inte vidare                    | Gick inte vidare                 | Gick inte vidare |
| Hugues Obry                                                  | Värja        | BYE  | Carillo (CUB) L 10-15    | Gick inte vidare       | Gick inte vidare      | Gick inte vidare                    | Gick inte vidare                 | Gick inte vidare |
| Érik Boisse Fabrice Jeannet Hugues Obry Jérôme Jeannet       | Värja, lag   | i.u. | i.u.                     | i.u.                   | USA W 45-32           | Tyskland W 45-44                    | Final Ungern W 43-32             | 1                |
| Loïc Attely                                                  | Florett      | BYE  | Schlosser (AUT) W 15-14  | Guyart (FRA) L 4-15    | Gick inte vidare      | Gick inte vidare                    | Gick inte vidare                 | Gick inte vidare |
| Brice Guyart                                                 | Florett      | BYE  | el Azizi (ALG) W 15-3    | Attely (FRA) W 15-4    | Joppich (GER) W 15-12 | Cassarà (ITA) W 15-14               | Final Sanzo (ITA) W 15-13        | 1                |
| Erwann Le Péchoux                                            | Florett      | BYE  | Dong (CHN) W 15-9        | Vanni (ITA) L 8-15     | Gick inte vidare      | Gick inte vidare                    | Gick inte vidare                 | Gick inte vidare |
| Loïc Attely Brice Guyart Erwann Le Péchoux Jean-Noël Ferrari | Florett, lag | i.u. | i.u.                     | i.u.                   | Ryssland L 38-45      | 5:e plats-semifinal Egypten W 45-32 | 5:e plats-final Tyskland W 45-38 | 5                |
| Julien Pillet                                                | Sabel        | BYE  | Oh (KOR) W 15-13         | Sharikov (RUS) L 11-15 | Gick inte vidare      | Gick inte vidare                    | Gick inte vidare                 | Gick inte vidare |
| Damien Touya                                                 | Sabel        | BYE  | Sznajder (POL) L 14-15   | Gick inte vidare       | Gick inte vidare      | Gick inte vidare                    | Gick inte vidare                 | Gick inte vidare |
| Gaël Touya                                                   | Sabel        | BYE  | Smart (USA) L 11-15      | Gick inte vidare       | Gick inte vidare      | Gick inte vidare                    | Gick inte vidare                 | Gick inte vidare |
| Julien Pillet Damien Touya Gaël Touya                        | Sabel, lag   | i.u. | i.u.                     | i.u.                   | Kina W 45-35          | USA W 45-44                         | Final Italien W 45-42            | 1                |

Damer
| Laura Flessel-Colovic                                      | Värja      | BYE  | Gómez (CUB) W 15-9          | Kiraly-Picot (FRA) W 15-9    | Hristou (GRE) W 15-13    | Mincza-Nébald (HUN) W 15-14 | Final Nagy (HUN) L 10-15               | 2                |                  |
| Hajnalka Kiraly-Picot                                      | Värja      | BYE  | Shen (CHN) W 11-7           | Flessel-Colovic (FRA) L 9-15 | Gick inte vidare         | Gick inte vidare            | Gick inte vidare                       | Gick inte vidare |                  |
| Maureen Nisima                                             | Värja      | BYE  | Magkandaki (GRE) W 6-5      | Halls (AUS) W 15-10          | Duplitzer (GER) W 15-14  | Nagy (HUN) L 14-15          | Bronsmatch Mincza-Nébald (HUN) W 15-12 | 3                |                  |
| Laura Flessel-Colovic Hajnalka Kiraly-Picot Maureen Nisima | Värja, lag | i.u. | i.u.                        | i.u.                         | Kina W 45-33             | Tyskland L 32-33            | Bronsmatch Kanada W 45-37              | 3                |                  |
| Adeline Wuillème                                           | Florett    | i.u. | Silchenko (BLR) W 15-4      | Granbassi (ITA) W 15-9       | Vezzali (ITA) L 8-15     | Gick inte vidare            | Gick inte vidare                       | Gick inte vidare |                  |
| Cécile Argiolas                                            | Sabel      | BYE  | Nedeshkowskaia (UKR) W 15-9 | Tan (CHN) L 15-11            | Gick inte vidare         | Gick inte vidare            | Gick inte vidare                       | Gick inte vidare |                  |
| Léonore Perrus                                             | Sabel      | i.u. | BYE                         | E.Jacobson (USA) W 15-13     | S.Jacobson (USA) L 11-15 | Gick inte vidare            | Gick inte vidare                       | Gick inte vidare |                  |
| Anne-Lise Touya                                            | Sabel      | i.u. | BYE                         | Zhang (CHN) L 12-15          | Gick inte vidare         | Gick inte vidare            | Gick inte vidare                       | Gick inte vidare | Gick inte vidare |

## Gymnastik

### Artistisk
Herrar
Mångkamp, ind.
| Idrottare              | Kval    | Kval    | Kval    | Kval    | Kval    | Kval    | Kval    | Kval      | Final            | Final            | Final            | Final            | Final            | Final            | Final            | Final            |
| Idrottare              | Redskap | Redskap | Redskap | Redskap | Redskap | Redskap | Totalt  | Placering | Redskap          | Redskap          | Redskap          | Redskap          | Redskap          | Redskap          | Totalt           | Placering        |
| Idrottare              | F       | PH      | R       | V       | PB      | HB      | Totalt  | Placering | F                | PH               | R                | V                | PB               | HB               | Totalt           | Placering        |
| ---------------------- | ------- | ------- | ------- | ------- | ------- | ------- | ------- | --------- | ---------------- | ---------------- | ---------------- | ---------------- | ---------------- | ---------------- | ---------------- | ---------------- |
| Pierre-Yves Bény       | 8.837   | 9.475   | 9.750 Q | 9.250   | i.u.    | i.u.    | i.u.    | i.u.      | Gick inte vidare | Gick inte vidare | Gick inte vidare | Gick inte vidare | Gick inte vidare | Gick inte vidare | Gick inte vidare | Gick inte vidare |
| Benoît Caranobe        | 9.287   | 9.162   | 9.587   | 9.612   | 9.450   | 9.537   | 56.635  | 15 Q      | 9.112            | 9.400            | 9.575            | 9.187            | 9.087            | 9.612            | 55.973           | 17               |
| Yann Cucherat          | i.u.    | 9.512   | 8.912   | i.u.    | 9.750 Q | 9.700   | i.u.    | i.u.      | Gick inte vidare | Gick inte vidare | Gick inte vidare | Gick inte vidare | Gick inte vidare | Gick inte vidare | Gick inte vidare | Gick inte vidare |
| Dimitri Karbanenko     | 9.612   | 8.375   | 9.012   | 9.475   | 8.550   | 9.537   | 54.561  | 39        | Gick inte vidare | Gick inte vidare | Gick inte vidare | Gick inte vidare | Gick inte vidare | Gick inte vidare | Gick inte vidare | Gick inte vidare |
| Florent Marée          | 9.212   | i.u.    | 9.387   | 9.375   | 9.150   | 9.687   | i.u.    | i.u.      | Gick inte vidare | Gick inte vidare | Gick inte vidare | Gick inte vidare | Gick inte vidare | Gick inte vidare | Gick inte vidare | Gick inte vidare |
| Johan Mounard          | 8.525   | 9.050   | i.u.    | 9.187   | 9.725   | 9.637   | i.u.    | i.u.      | Gick inte vidare | Gick inte vidare | Gick inte vidare | Gick inte vidare | Gick inte vidare | Gick inte vidare | Gick inte vidare | Gick inte vidare |
| Team All-Around Totals | 36.948  | 37.199  | 37.736  | 37.712  | 38.075  | 38.561  | 226.231 | 9         | Gick inte vidare | Gick inte vidare | Gick inte vidare | Gick inte vidare | Gick inte vidare | Gick inte vidare | Gick inte vidare | Gick inte vidare |

Individuella finaler
| Gymnast          | Redskap | Poäng | Placering |
| ---------------- | ------- | ----- | --------- |
| Pierre-Yves Bény | Ringar  | 9.800 | =5        |
| Yann Cucherat    | Barr    | 9.762 | 6         |

Damer
Mångkamp, lag
| Idrottare              | Kval    | Kval    | Kval    | Kval    | Kval    | Kval      | Final            | Final            | Final            | Final            | Final            | Final            |
| Idrottare              | Redskap | Redskap | Redskap | Redskap | Totalt  | Placering | Redskap          | Redskap          | Redskap          | Redskap          | Totalt           | Placering        |
| Idrottare              | V       | UB      | BB      | F       | Totalt  | Placering | V                | UB               | BB               | F                | Totalt           | Placering        |
| ---------------------- | ------- | ------- | ------- | ------- | ------- | --------- | ---------------- | ---------------- | ---------------- | ---------------- | ---------------- | ---------------- |
| Coralie Chacon         | 9.450 Q | i.u.    | 8.650   | 9.062   | i.u.    | i.u.      | Gick inte vidare | Gick inte vidare | Gick inte vidare | Gick inte vidare | Gick inte vidare | Gick inte vidare |
| Soraya Chaouch         | 9.125   | 9.550   | 8.962   | 8.200   | 35.837  | 39        | Gick inte vidare | Gick inte vidare | Gick inte vidare | Gick inte vidare | Gick inte vidare | Gick inte vidare |
| Marine Debauve         | 9.150   | 9.500   | 9.425   | 9.362   | 37.437  | 11 Q      | 9.162            | 9.512            | 9.262            | 9.425            | 37.361           | 7                |
| Émilie Le Pennec       | 9.325   | 9.662 Q | 8.900   | 9.425   | 37.312  | 12 Q      | 9.300            | 9.687            | 8.112            | 9.537            | 36.636           | 14               |
| Camille Schmutz        | i.u.    | 9.337   | 9.137   | i.u.    | i.u.    | i.u.      | Gick inte vidare | Gick inte vidare | Gick inte vidare | Gick inte vidare | Gick inte vidare | Gick inte vidare |
| Isabelle Severino      | 9.337   | 9.137   | i.u.    | 9.175   | i.u.    | i.u.      | Gick inte vidare | Gick inte vidare | Gick inte vidare | Gick inte vidare | Gick inte vidare | Gick inte vidare |
| Team All-Around Totals | 37.262  | 38.049  | 36.424  | 37.024  | 148.759 | 6 Q       | S nedan          | S nedan          | S nedan          | S nedan          | S nedan          | S nedan          |

Mångkamp, lag: final
| Idrottare         | Redskap | Redskap | Redskap | Redskap | Totalt  | Placering |
| Idrottare         | V       | UB      | BB      | F       | Totalt  | Placering |
| ----------------- | ------- | ------- | ------- | ------- | ------- | --------- |
| Coralie Chacon    | 9.462   | i.u.    | i.u.    | i.u.    | 110.157 | 6         |
| Soraya Chaouch    | i.u.    | 8.937   | i.u.    | 8.987   | 110.157 | 6         |
| Marine Debauve    | i.u.    | 9.437   | 9.400   | 9.350   | 110.157 | 6         |
| Émilie Le Pennec  | 9.325   | 8.637   | 8.850   | 9.112   | 110.157 | 6         |
| Camille Schmutz   | i.u.    | i.u.    | 9.287   | i.u.    | 110.157 | 6         |
| Isabelle Severino | 9.375   | i.u.    | i.u.    | i.u.    | 110.157 | 6         |
| Totals            | 28.162  | 27.011  | 27.537  | 27.449  | 110.157 | 6         |

Individuella finaler
| Gymnast          | Redskap | Poäng | Placering |
| ---------------- | ------- | ----- | --------- |
| Coralie Chacon   | Hopp    | 4.456 | 8         |
| Émilie Le Pennec | Barr    | 9.687 | 1         |

### Trampolin
| David Martin | Herrar | 26.70 | 40.70 | 67.40 | 6 Q | 39.90 | 8 |

## Handboll
Herrar
| Nr | Pos. | Namn               | Födelsedatum (ålder)     | Klubb                |
| -- | ---- | ------------------ | ------------------------ | -------------------- |
| 1  | MV   | Yohann Ploquin     | 31 maj 1978 (26 år)      | Toulouse Union HB    |
| 2  | VB   | Jérôme Fernandez   | 7 mars 1977 (27 år)      | FC Barcelona         |
| 3  | P    | Didier Dinart      | 18 januari 1977 (27 år)  | BM Ciudad Real       |
| 4  | HB   | Cédric Burdet      | 15 november 1974 (29 år) | VfL Gummersbach      |
| 5  | MB   | Guillaume Gille    | 12 juli 1976 (28 år)     | HSV Hamburg          |
| 6  | P    | Bertrand Gille     | 24 mars 1978 (26 år)     | HSV Hamburg          |
| 7  | P    | Guéric Kervadec    | 9 januari 1972 (32 år)   | US Creteil           |
| 8  | VB   | Daniel Narcisse    | 16 december 1979 (24 år) | Chambéry Savoie HB   |
| 9  | HY   | Grégory Anquetil   | 14 december 1970 (33 år) | Montpellier HB       |
| 11 | VY   | Olivier Girault    | 22 februari 1973 (31 år) | Paris HB             |
| 13 | VB   | Nikola Karabatić   | 11 april 1984 (20 år)    | Montpellier HB       |
| 16 | MV   | Thierry Omeyer     | 2 november 1976 (27 år)  | Montpellier HB       |
| 17 | MB   | Jackson Richardson | 16 juni 1969 (35 år)     | Portland San Antonio |
| 18 | HY   | Joël Abati         | 25 april 1971 (33 år)    | SC Magdeburg         |
| 21 | VY   | Michaël Guigou     | 28 januari 1982 (22 år)  | Montpellier HB       |

Gruppspel
| Lag       | Pld | W | D | L | GF  | GA  | GD  | Poäng |
| --------- | --- | - | - | - | --- | --- | --- | ----- |
| Frankrike | 5   | 5 | 0 | 0 | 135 | 108 | +27 | 10    |
| Ungern    | 5   | 4 | 0 | 1 | 132 | 124 | +8  | 8     |
| Tyskland  | 5   | 3 | 0 | 2 | 139 | 110 | +29 | 6     |
| Grekland  | 5   | 2 | 0 | 3 | 117 | 130 | –13 | 4     |
| Brasilien | 5   | 1 | 0 | 4 | 105 | 133 | –28 | 2     |
| Egypten   | 5   | 0 | 0 | 5 | 110 | 133 | –23 | 0     |

Slutspel
|  | Quarter-finals | Quarter-finals |          |          | Semi-finals        | Semi-finals        |  |  | Gold medal final | Gold medal final |
|  |                |                |          |          |                    |                    |  |  |                  |                  |
|  |                |                |          |          |                    |                    |  |  |                  |                  |
|  |                |                |          |          |                    |                    |  |  |                  |                  |
|  | Kroatien       | 33             |          |          |                    |                    |  |  |                  |                  |
|  | Kroatien       | 33             |          |          |                    |                    |  |  |                  |                  |
|  | Grekland       | 27             |          |          |                    |                    |  |  |                  |                  |
|  | Grekland       | 27             | Kroatien | 33       |                    |                    |  |  |                  |                  |
|  |                |                | Kroatien | 33       |                    |                    |  |  |                  |                  |
|  |                | Ungern         | 31       |          |                    |                    |  |  |                  |                  |
|  | Sydkorea       | Ungern         | 31       | 25       |                    |                    |  |  |                  |                  |
|  | Sydkorea       |                |          | 25       |                    |                    |  |  |                  |                  |
|  | Ungern         | 30             |          |          |                    |                    |  |  |                  |                  |
|  | Ungern         | 30             | Kroatien | 26       |                    |                    |  |  |                  |                  |
|  |                |                | Kroatien | 26       |                    |                    |  |  |                  |                  |
|  |                | Tyskland       | 24       |          |                    |                    |  |  |                  |                  |
|  | Tyskland       | Tyskland       | 24       | 32       |                    |                    |  |  |                  |                  |
|  | Tyskland       |                |          | 32       |                    |                    |  |  |                  |                  |
|  | Spanien        | 30             |          |          |                    |                    |  |  |                  |                  |
|  | Spanien        | 30             | Tyskland | 21       | Bronze medal final | Bronze medal final |  |  |                  |                  |
|  |                |                | Tyskland | 21       | Bronze medal final | Bronze medal final |  |  |                  |                  |
|  |                | Ryssland       | 15       |          |                    |                    |  |  |                  |                  |
|  | Frankrike      | Ryssland       | 15       | 24       | Ungern             | 26                 |  |  |                  |                  |
|  | Frankrike      |                |          | 24       | Ungern             | 26                 |  |  |                  |                  |
|  | Ryssland       | 26             |          | Ryssland | 28                 |                    |  |  |                  |                  |
|  | Ryssland       | 26             |          |          | 28                 |                    |  |  |                  |                  |
|  |                |                |          |          |                    |                    |  |  |                  |                  |
|  |                |                |          |          |                    |                    |  |  |                  |                  |

Damer
| Nr | Pos. | Namn                       | Födelsedatum (ålder)     | Klubb           |
| -- | ---- | -------------------------- | ------------------------ | --------------- |
| 1  | MV   | Joanne Dudziak             | 8 juni 1972 (32 år)      | HBC Nimes       |
| 2  | HB   | Isabelle Ajaguin           | 22 maj 1977 (27 år)      | Metz HB         |
| 3  | HY   | Estelle Vogein             | 3 april 1976 (28 år)     | Metz HB         |
| 4  | VB   | Leila Lejeune              | 16 mars 1976 (28 år)     | Viborg HK       |
| 5  | MB   | Sandrine Delerce           | 26 april 1975 (29 år)    | ES Besançon     |
| 6  | HB   | Melinda Jacques            | 13 oktober 1971 (32 år)  | Metz HB         |
| 7  | VB   | Nodjialem Myaro            | 5 september 1976 (27 år) | Kolding HK      |
| 8  | P    | Véronique Pecqueux-Rolland | 9 oktober 1972 (31 år)   | ES Besançon     |
| 10 | VB   | Sophie Herbrecht           | 13 februari 1982 (22 år) | ES Besançon     |
| 11 | HY   | Stéphanie Cano             | 17 april 1974 (30 år)    | Slagelse FH     |
| 13 | P    | Isabelle Wendling          | 30 januari 1971 (33 år)  | Metz HB         |
| 14 | VB   | Myriam Korfanty            | 18 oktober 1978 (25 år)  | Mios Biganos HB |
| 16 | MV   | Valérie Nicolas            | 12 mars 1975 (29 år)     | Viborg HK       |
| 17 | VY   | Delphine Guehl             | 30 juli 1978 (26 år)     | Dijon           |
| 20 | VY   | Raphaëlle Tervel           | 21 april 1979 (25 år)    | ES Besançon     |

Gruppspel
| Lag       | Pld | W | L | D | GF  | GA  | Poäng |
| --------- | --- | - | - | - | --- | --- | ----- |
| Sydkorea  | 4   | 3 | 0 | 1 | 135 | 103 | 7     |
| Danmark   | 4   | 3 | 0 | 1 | 125 | 98  | 7     |
| Frankrike | 4   | 2 | 2 | 0 | 105 | 106 | 4     |
| Spanien   | 4   | 0 | 3 | 1 | 86  | 110 | 1     |
| Angola    | 4   | 0 | 3 | 1 | 97  | 131 | 1     |

Slutspel
|  | Kvartsfinaler | Kvartsfinaler | Kvartsfinaler |          |          | Semifinaler | Semifinaler | Semifinaler |            |            | Final      | Final          | Final  |
|  |               |               |               |          |          |             |             |             |            |            |            |                |        |
|  | A1            | Ukraina       | 25            |          |          |             |             |             |            |            |            |                |        |
|  | B4            | Spanien       | 23            |          |          |             |             |             |            |            |            |                |        |
|  | B4            | Spanien       | 23            |          | A1       | Ukraina     | 20          |             |            |            |            |                |        |
|  |               |               |               |          | A1       | Ukraina     | 20          |             |            |            |            |                |        |
|  |               | B2            | Danmark       | 29       |          |             |             |             |            |            |            |                |        |
|  | B2            | B2            | Danmark       | 29       | Danmark  | 32          |             |             |            |            |            |                |        |
|  | B2            |               |               |          | Danmark  | 32          |             |             |            |            |            |                |        |
|  | A3            | Kina          | 28            |          |          |             |             |             |            |            |            |                |        |
|  |               |               |               |          |          |             |             |             |            |            | 1          | Danmark (Pen.) | 34 (4) |
|  |               |               | 2             | Sydkorea | 34 (2)   |             |             |             |            |            |            |                |        |
|  | A2            | Ungern        | 23            |          |          |             |             |             |            |            |            |                |        |
|  | B3            | Frankrike     | 25            |          |          |             |             |             |            |            |            |                |        |
|  | B3            | Frankrike     | 25            |          | B3       | Frankrike   | 31          |             | Bronsmatch | Bronsmatch | Bronsmatch | Bronsmatch     |        |
|  |               |               |               |          | B3       | Frankrike   | 31          |             | Bronsmatch | Bronsmatch | Bronsmatch | Bronsmatch     |        |
|  |               | B1            | Sydkorea      | 32       |          |             |             |             |            |            |            |                |        |
|  | B1            | B1            | Sydkorea      | 32       | Sydkorea | 26          |             | 3           | Ukraina    | 21         |            |                |        |
|  | B1            |               |               |          | Sydkorea | 26          |             | 3           | Ukraina    | 21         |            |                |        |
|  | A4            | Brasilien     | 24            |          |          |             |             |             |            |            | 4          | Frankrike      | 18     |

## Judo
Herrar
| Idrottare             | Gren                     | Sextondelsfinal               | Åttondelsfinal             | Kvartsfinal                 | Semifinal                 | Återkval                                                               | Final                              | Final            |
| Idrottare             | Gren                     | Motståndare Resultat          | Motståndare Resultat       | Motståndare Resultat        | Motståndare Resultat      | Motståndare Resultat                                                   | Motståndare Resultat               | Placering        |
| --------------------- | ------------------------ | ----------------------------- | -------------------------- | --------------------------- | ------------------------- | ---------------------------------------------------------------------- | ---------------------------------- | ---------------- |
| Benjamin Darbelet     | Extra lättvikt (-60 kg)  | Alvarenga (VEN) W 0010-0002   | Choi (KOR) L 0101-0113     | Gick inte vidare            | Gick inte vidare          | Gick inte vidare                                                       | Gick inte vidare                   | Gick inte vidare |
| Larbi Benboudaoud     | Halv lättvikt (-66 kg)   | Demirel (TUR) L 0021-1100     | Gick inte vidare           | Gick inte vidare            | Gick inte vidare          | Gick inte vidare                                                       | Gick inte vidare                   | Gick inte vidare |
| Daniel Fernandes      | Lättvikt (-73 kg)        | Xie (CHN) W 0210-0101         | Razvozov (ISR) W 1000-0001 | Guilheiro (BRA) W 0101-0010 | Makarov (RUS) L 0001-1000 | i.u.                                                                   | Bronsmatch Pedro (USA) L 0001-1110 | =5               |
| Cédric Claverie       | Halv mellanvikt (-81 kg) | Kwon (KOR) L 0001-0111        | Gick inte vidare           | Gick inte vidare            | Gick inte vidare          | Gick inte vidare                                                       | Gick inte vidare                   | Gick inte vidare |
| Frédéric Demontfaucon | Mellanvikt (-90 kg)      | Goldschmied (MEX) W 1010-0000 | Olson (USA) W 1000-0000    | Zviadauri (GEO) L 0000-0010 | Gick inte vidare          | Omgång 2 Taov (RUS) L 0020-0100                                        | Gick inte vidare                   | Gick inte vidare |
| Ghislain Lemaire      | Halv tungvikt (-100 kg)  | Pálkovács (SVK) W 1000-0000   | Maksimov (RUS) W 1001-0000 | Jurack (GER) L 0012-0020    | Gick inte vidare          | Omgång 2 Despaigne (CUB) W 0221-0000 Omgång 3 Ze'evi (ISR) L 0000-1001 | Gick inte vidare                   | Gick inte vidare |
| Mathieu Bataille      | Tungvikt (+100 kg)       | Tangriyev (UZB) L 0001-1120   | Gick inte vidare           | Gick inte vidare            | Gick inte vidare          | Gick inte vidare                                                       | Gick inte vidare                   | Gick inte vidare |

Damer
| Idrottare           | Gren                     | Sextondelsfinal             | Åttondelsfinal             | Kvartsfinal                | Semifinal                  | Återkval                                                                    | Final                                    | Final            |
| Idrottare           | Gren                     | Motståndare Resultat        | Motståndare Resultat       | Motståndare Resultat       | Motståndare Resultat       | Motståndare Resultat                                                        | Motståndare Resultat                     | Placering        |
| ------------------- | ------------------------ | --------------------------- | -------------------------- | -------------------------- | -------------------------- | --------------------------------------------------------------------------- | ---------------------------------------- | ---------------- |
| Frédérique Jossinet | Extra lättvikt (-48 kg)  | Chervonsky (AUS) W 0200-000 | Moskvina (BLR) W 1000-0000 | Gao (CHN) W 0102-0011      | Matijass (GER) W 1000-0000 | i.u.                                                                        | Final Tani (JPN) L 0001-0112             | 2                |
| Annabelle Euranie   | Halv lättvikt (-52 kg)   | BYE                         | Aluaş (ROU) W 0111-0030    | Monteiro (POR) W 0001-0000 | Xian (CHN) L 0010-1001     | i.u.                                                                        | Bronsmatch Heylen (BEL) L 0000-0001      | =5               |
| Barbara Harel       | Lättvikt (-57 kg)        | BYE                         | Lupetey (CUB) L 0000-1000  | Gick inte vidare           | Gick inte vidare           | Omgång 1 BYE Omgång 2 Göldi (SUI) W WO Omgång 3 Yukhareva (RUS) W 0020-0001 | Bronsmatch Gravenstijn (NED) L 0010-1000 | =5               |
| Lucie Décosse       | Halv mellanvikt (-63 kg) | Álvarez (ESP) W 1000-0001   | Dixon (AUS) W 1010-0000    | Krukower (ARG) L 0000-0001 | Gick inte vidare           | Omgång 2 Lee (KOR) W 0111-0100 Omgång 3 Chisholm (CAN) L 0001-1010          | Gick inte vidare                         | Gick inte vidare |
| Céline Lebrun       | Halv tungvikt (-78 kg)   | BYE                         | Kubes (USA) W 1011-0000    | Silva (BRA) W 0001-0000    | Anno (JPN) L 0000-0010     | i.u.                                                                        | Bronsmatch Laborde (CUB) L 0001-1001     | =5               |
| Éva Bisséni         | Tungvikt (+78 kg)        | Patsiou (GRE) W 1000-0000   | Blanco (VEN) L 0000-0002   | Gick inte vidare           | Gick inte vidare           | Gick inte vidare                                                            | Gick inte vidare                         | Gick inte vidare |

## Kanotsport
Slalom
| Tony Estanguet                    | Herrarnas C-1 slalom | 201.53 | 2 Q              | 93.37            | 2 Q              | 95.79            | 189.16           | 1 |
| Nicolas Peschier                  | 221.36               | 14     | Gick inte vidare | Gick inte vidare | Gick inte vidare | Gick inte vidare | Gick inte vidare |   |
| Philippe Quemerais Yann Le Pennec | Herrarnas C-2 slalom | 215.33 | 4 Q              | 105.79           | 2 Q              | 111.00           | 216.79           | 5 |
| Fabien Lefèvre                    | Herrarnas K-1 slalom | 190.80 | 4 Q              | 95.13            | 6 Q              | 95.86            | 190.99           | 3 |
| Benoît Peschier                   | 194.37               | 8 Q    | 93.93            | 2 Q              | 94.03            | 187.96           | 1                |   |
| Peggy Dickens                     | Damernas K-1 slalom  | 229.58 | 12 Q             | 104.95           | 2 Q              | 113.85           | 218.80           | 4 |

Sprint
| Kanotist                        | Gren                 | Heat     | Heat      | Semifinal | Semifinal | Final            | Final            |
| Kanotist                        | Gren                 | Tid      | Placering | Tid       | Placering | Tid              | Placering        |
| ------------------------------- | -------------------- | -------- | --------- | --------- | --------- | ---------------- | ---------------- |
| Yannick Lavigne José Lenoir     | Herrarnas C-2 500 m  | 1:49.940 | 7 QS      | 1:45.458  | 7         | Gick inte vidare | Gick inte vidare |
| Yannick Lavigne José Lenoir     | Herrarnas C-2 1000 m | 3:35.939 | 5 QS      | 3:35.232  | 5         | Gick inte vidare | Gick inte vidare |
| Babak Amir-Tahmasseb            | Herrarnas K-1 500 m  | 1:39.401 | 3 QS      | 1:40.467  | 3 QF      | 1:40.187         | 7                |
| Babak Amir-Tahmasseb            | Herrarnas K-1 1000 m | 3:36.882 | 6 QS      | 3:32.582  | 5         | Gick inte vidare | Gick inte vidare |
| Nathalie Marie                  | Damernas K-1 500 m   | 1:57.342 | 5 QS      | 1:57.944  | 5         | Gick inte vidare | Gick inte vidare |
| Anne-Laure Viard Marie Delattre | Damernas K-2 500 m   | 1:45.090 | 5 QS      | 1:45.626  | 4         | Gick inte vidare | Gick inte vidare |

## Konstsim
| Idrottare                     | Gren           | Teknisk rutin | Teknisk rutin | Fri rutin (inledande) | Fri rutin (inledande)  | Fri rutin (inledande) | Fri rutin (final) | Fri rutin (final)      | Fri rutin (final) |
| Idrottare                     | Gren           | Poäng         | Placering     | Poäng                 | Totalt (teknisk + fri) | Placering             | Placering         | Totalt (teknisk + fri) | Placering         |
| ----------------------------- | -------------- | ------------- | ------------- | --------------------- | ---------------------- | --------------------- | ----------------- | ---------------------- | ----------------- |
| Virginie Dedieu Laure Thibaud | Damernas duett | 47.667        | 47.584        | 95.167                | 6 Q                    | 47.917                | 95.584            | 5                      |                   |

## Modern femkamp
| Idrottare          | Gren              | Skytte   | Skytte | Fäktning | Fäktning | Simning  | Simning | Ridning | Ridning | Löpning  | Löpning | Totalpoäng | Placering |
| Idrottare          | Gren              | Resultat | Poäng  | Resultat | Poäng    | Resultat | Poäng   | Straff  | Poäng   | Resultat | Poäng   | Totalpoäng | Placering |
| ------------------ | ----------------- | -------- | ------ | -------- | -------- | -------- | ------- | ------- | ------- | -------- | ------- | ---------- | --------- |
| Raphael Astier     | Herrarnas tävling | 163      | 892    | 14-17    | 776      | 2:06,93  | 1280    | 204     | 996     | 10:03,64 | 988     | 4932       | 25        |
| Sebastien Deleigne | Herrarnas tävling | 180      | 1096   | 15-16    | 804      | 2:12,27  | 1216    | 196     | 1004    | 9:45,31  | 1060    | 5180       | 15        |
| Amélie Cazé        | Damernas tävling  | 170      | 976    | 17-14    | 860      | 2:14,44  | 1308    | 124     | 1076    | 11:39,41 | 924     | 5144       | 12        |
| Blandine Lacheze   | Damernas tävling  | 179      | 1084   | 13-18    | 748      | 2:26,31  | 1168    | 84      | 1116    | 11:52,47 | 872     | 4988       | 19        |

## Ridsport

### Dressyr
| Idrottare            | Häst      | Gren                | Grand Prix | Grand Prix | Grand Prix Special | Grand Prix Special | Grand Prix Fristil | Grand Prix Fristil | Totalt           | Totalt           |
| Idrottare            | Häst      | Gren                | Poäng      | Placering  | Poäng              | Placering          | Poäng              | Placering          | Poäng            | Placering        |
| -------------------- | --------- | ------------------- | ---------- | ---------- | ------------------ | ------------------ | ------------------ | ------------------ | ---------------- | ---------------- |
| Julia Chevanne Gimel | Calimucho | Individuell dressyr | 68,750     | 19 Q       | 70,560             | 16                 | Gick inte vidare   | Gick inte vidare   | Gick inte vidare | Gick inte vidare |
| Karen Tebar          | Falada M  | Individuell dressyr | 67,958     | 24 Q       | 67,440             | 21                 | Gick inte vidare   | Gick inte vidare   | Gick inte vidare | Gick inte vidare |

### Fälttävlan
| Ryttare                                                                    | Häst               | Gren                    | Dressyr | Dressyr   | Terräng    | Terräng    | Terräng    | Hoppning         | Hoppning         | Hoppning         | Hoppning         | Hoppning         | Hoppning         | Totalt           | Totalt    |
| Ryttare                                                                    | Häst               | Gren                    | Dressyr | Dressyr   | Terräng    | Terräng    | Terräng    | Kval             | Kval             | Kval             | Final            | Final            | Final            | Totalt           | Totalt    |
| Ryttare                                                                    | Häst               | Gren                    | Straff  | Placering | Straff     | Totalt     | Placering  | Straff           | Totalt           | Placering        | Straff           | Totalt           | Placering        | Straff           | Placering |
| -------------------------------------------------------------------------- | ------------------ | ----------------------- | ------- | --------- | ---------- | ---------- | ---------- | ---------------- | ---------------- | ---------------- | ---------------- | ---------------- | ---------------- | ---------------- | --------- |
| Arnaud Boiteau                                                             | Expo du Moulin     | Individuell fälttävlan  | 45,80 # | 21        | Eliminerad | Eliminerad | Eliminerad | Gick inte vidare | Gick inte vidare | Gick inte vidare | Gick inte vidare | Gick inte vidare | Gick inte vidare | Gick inte vidare |           |
| Didier Courrèges                                                           | Debat d'Estruval   | Individuell fälttävlan  | 45,60   | 20        | 0,00       | 45,60      | 14         | 15,00 #          | 60,60            | 20 Q             | 45,00            | 105,60           | 25               | 105,60           | 25        |
| Cédric Lyard                                                               | Fine Mervielle     | Individuell fälttävlan  | 54,40 # | 34        | 3,20 #     | 57,60 #    | 26         | 13,00            | 70,60 #          | 28               | Gick inte vidare | Gick inte vidare | Gick inte vidare | 70,60            | 28        |
| Jean Teulère                                                               | Espoir de la Mare  | Individuell fälttävlan  | 38,40   | 6         | 0,00       | 38,40      | 4          | 8,00             | 46,40            | 6 Q              | 4,00             | 50,40            | 4                | 50,40            | 4         |
| Nicolas Touzaint                                                           | Galan de Sauvagere | Individuell fälttävlan  | 29,40   | 1         | 0,00       | 29,40      | 1          | 4,00             | 33,40            | 1 Q              | 19               | 52,40            | 8                | 52,40            | 8         |
| Arnaud Boiteau Didier Courrèges Cédric Lyard Jean Teulère Nicolas Touzaint | Se ovan            | Lagtävling i fälttävlan | 113,40  | 2         | 0,00       | 113,40     | =1         | 25,00            | 140,40           | 9                | i.u.             | i.u.             | i.u.             | 140,40           | 1         |

### Hoppning
| Ryttare                                                  | Häst              | Gren                  | Kval     | Kval      | Kval     | Kval     | Kval      | Kval             | Kval             | Kval             | Final            | Final            | Final            | Final            | Final            | Totalt           | Totalt           |
| Ryttare                                                  | Häst              | Gren                  | Omgång 1 | Omgång 1  | Omgång 2 | Omgång 2 | Omgång 2  | Omgång 3         | Omgång 3         | Omgång 3         | Omgång A         | Omgång A         | Omgång B         | Omgång B         | Omgång B         | Totalt           | Totalt           |
| Ryttare                                                  | Häst              | Gren                  | Straff   | Placering | Straff   | Totalt   | Placering | Straff           | Totalt           | Placering        | Straff           | Placering        | Straff           | Totalt           | Placering        | Straff           | Placering        |
| -------------------------------------------------------- | ----------------- | --------------------- | -------- | --------- | -------- | -------- | --------- | ---------------- | ---------------- | ---------------- | ---------------- | ---------------- | ---------------- | ---------------- | ---------------- | ---------------- | ---------------- |
| Eugenie Angot                                            | Cigale du Taillis | Individuell hoppning  | 6        | 42        | 4        | 10       | 27 Q      | 1                | 11               | 12 Q             | 16               | =36              | Gick inte vidare | Gick inte vidare | Gick inte vidare | 16               | =36              |
| Florian Angot                                            | First de Launay   | Individuell hoppning  | 4        | =19       | 4        | 8        | =16 Q     | 9                | 17               | =21 Q            | 20               | =40              | Gick inte vidare | Gick inte vidare | Gick inte vidare | 20               | =40              |
| Bruno Broucqsault                                        | Dileme de Cephe   | Individuell hoppning  | 4        | =19       | Gav upp  | Gav upp  | Gav upp   | Gick inte vidare | Gick inte vidare | Gick inte vidare | Gick inte vidare | Gick inte vidare | Gick inte vidare | Gick inte vidare | Gick inte vidare | Gick inte vidare | Gick inte vidare |
| Eric Navet                                               | Dollar du Murier  | Individuell hoppning  | 5        | =31       | 16       | 21       | =48 Q     | Gav upp          | Gav upp          | Gav upp          | Gick inte vidare | Gick inte vidare | Gick inte vidare | Gick inte vidare | Gick inte vidare | Gick inte vidare | Gick inte vidare |
| Eugenie Angot Florian Angot Bruno Broucqsault Eric Navet | Se ovan           | Lagtävling i hoppning | i.u.     | i.u.      | i.u.     | i.u.     | i.u.      | i.u.             | i.u.             | i.u.             | 24               | 10               | Gick inte vidare | Gick inte vidare | Gick inte vidare | Gick inte vidare | Gick inte vidare |

## Rodd
Herrar
| Idrottare | Gren                    | Heat    | Heat      | Återkval | Återkval  | Semifinal        | Semifinal        | Final            | Final            | Final |
| Idrottare | Gren                    | Tid     | Placering | Tid      | Placering | Tid              | Placering        | Tid              | Placering        |       |
| --- | ----------------------- | ------- | --------- | -------- | --------- | ---------------- | ---------------- | ---------------- | ---------------- | ----- |
| Adrien Hardy Sébastien Vieilledent | Dubbelsculler           | 6:45.76 | 1 SA/B    | BYE      | BYE       | 6:12.40          | 2 FA             | 6:29.00          | 1                |       |
| Frédéric Dufour Pascal Touron | Lättvikts-dubbelsculler | 6:14,55 | 1 SA/B    | BYE      | BYE       | 6:16,33          | 1 FA             | 6:21,46          | 2                |       |
| Cédric Berrest Jonathan Coeffic Frédéric Perrier Xavier Philippe | Scullerfyra             | 5:50,74 | 4 R       | 5:50,83  | 4         | Gick inte vidare | Gick inte vidare | Gick inte vidare | Gick inte vidare |       |
| Jean-David Bernard Laurent Cadot Bastien Gallet Christophe Lattaignant (cox) Jean-Baptiste Macquet Donatien Mortelette Anthony Perrot Julien Peudecoeur Bastien Ripoll | Åtta med styrman        | 5:29,55 | 4 R       | 5:34,20  | 2 FA      | i.u.             | i.u.             | 5:53,31          | 6                |       |

Damer
| Idrottare                       | Gren              | Heat    | Heat      | Återkval | Återkval  | Final   | Final     | Final |
| Idrottare                       | Gren              | Tid     | Placering | Tid      | Placering | Tid     | Placering |       |
| ------------------------------- | ----------------- | ------- | --------- | -------- | --------- | ------- | --------- | ----- |
| Sophie Balmary Virginie Chauvel | Tvåa utan styrman | 7:49,70 | 4 R       | 7:24,19  | 4 FB      | 7:17,94 | 10        |       |
| Gaelle Buniet Caroline Delas    | Dubbelsculler     | 7:41,23 | 4 R       | 7:03,50  | 4 FB      | 6:52,55 | 7         |       |

## Segling
Herrar
| Seglare                          | Gren      | Lopp | Lopp | Lopp | Lopp | Lopp | Lopp | Lopp | Lopp | Lopp | Lopp | Lopp | Summerad poäng | Finalplacering |
| Seglare                          | Gren      | 1    | 2    | 3    | 4    | 5    | 6    | 7    | 8    | 9    | 10   | M*   | Summerad poäng | Finalplacering |
| -------------------------------- | --------- | ---- | ---- | ---- | ---- | ---- | ---- | ---- | ---- | ---- | ---- | ---- | -------------- | -------------- |
| Julien Bontemps                  | Mistral   | 5    | DSQ  | 9    | 8    | 12   | 11   | 6    | 14   | 4    | 2    | 18   | 89             | 9              |
| Guillaume Florent                | Finnjolle | 7    | 7    | 5    | 16   | 3    | 9    | 9    | 15   | 13   | 12   | 19   | 96             | 8              |
| Nicolas Le Berre Gildas Philippe | 470       | 14   | 2    | 13   | 7    | 2    | 17   | 15   | 17   | 12   | 13   | 2    | 97             | 5              |
| Pascal Rambeau Xavier Rohart     | Starbåt   | 3    | 9    | 6    | 15   | 7    | 2    | 4    | 12   | 3    | 1    | 7    | 54             | 3              |

M = Medaljlopp; EL = Eliminerad – gick inte vidare till medaljloppet;
Damer
| Seglare                                         | Gren        | Lopp | Lopp | Lopp | Lopp | Lopp | Lopp | Lopp | Lopp | Lopp | Lopp | Lopp | Summerad poäng | Finalplacering |
| Seglare                                         | Gren        | 1    | 2    | 3    | 4    | 5    | 6    | 7    | 8    | 9    | 10   | M*   | Summerad poäng | Finalplacering |
| ----------------------------------------------- | ----------- | ---- | ---- | ---- | ---- | ---- | ---- | ---- | ---- | ---- | ---- | ---- | -------------- | -------------- |
| Faustine Merret                                 | Mistral     | 2    | 13   | 1    | 4    | 2    | 4    | 4    | 5    | 4    | 3    | 2    | 31             | 1              |
| Blandine Rouille                                | Europajolle | 25   | 17   | 4    | 5    | 5    | 18   | 3    | 14   | 14   | 11   | 6    | 97             | 11             |
| Nadege Douroux Ingrid Petitjean                 | 470         | 8    | 3    | 5    | 7    | 7    | 20   | 19   | 18   | 10   | 14   | 9    | 100            | 10             |
| Marion Deplanque Anne Le Helley Elodie Lesaffre | Yngling     | 3    | 2    | 14   | 11   | 9    | 13   | 10   | 3    | 2    | 3    | 1    | 57             | 5              |

M = Medaljlopp; EL = Eliminerad – gick inte vidare till medaljloppet;
Öppen
| Seglare                           | Gren    | Lopp | Lopp | Lopp | Lopp | Lopp | Lopp | Lopp | Lopp | Lopp | Lopp | Lopp | Lopp | Lopp | Lopp | Lopp | Lopp | Summerad poäng | Finalplacering |
| Seglare                           | Gren    | 1    | 2    | 3    | 4    | 5    | 6    | 7    | 8    | 9    | 10   | 11   | 12   | 13   | 14   | 15   | M*   | Summerad poäng | Finalplacering |
| --------------------------------- | ------- | ---- | ---- | ---- | ---- | ---- | ---- | ---- | ---- | ---- | ---- | ---- | ---- | ---- | ---- | ---- | ---- | -------------- | -------------- |
| Felix Pruvot                      | Laser   | 10   | DSQ  | 32   | 10   | 17   | 8    | 32   | 23   | 1    | 9    | i.u. | i.u. | i.u. | i.u. | i.u. | 1    | 143            | 15             |
| Marc Audineau Stephane Christidis | 49er    | 6    | 10   | 14   | 11   | 16   | 1    | 12   | 14   | 4    | 18   | 11   | 11   | 4    | 8    | 10   | 14   | 130            | 11             |
| Olivier Backes Laurent Voiron     | Tornado | 4    | 12   | 11   | 2    | 5    | 4    | 11   | 5    | 5    | 8    | i.u. | i.u. | i.u. | i.u. | i.u. | 2    | 57             | 4              |

M = Medaljlopp; EL = Eliminerad – gick inte vidare till medaljloppet;

## Simhopp
Damer
| Idrottare     | Gren | Kval   | Kval      | Semifinal        | Semifinal        | Final            | Final            |
| Idrottare     | Gren | Poäng  | Placering | Poäng            | Placering        | Poäng            | Placering        |
| ------------- | ---- | ------ | --------- | ---------------- | ---------------- | ---------------- | ---------------- |
| Claire Febvay | 10 m | 195,06 | 33        | Gick inte vidare | Gick inte vidare | Gick inte vidare | Gick inte vidare |

## Taekwondo
| Idrottare         | Gren             | Åttondelsfinaler         | Kvartsfinaler               | Semifinaer             | Återkval             | Bronsmatch           | Final                | Final            |
| Idrottare         | Gren             | Motståndare Resultat     | Motståndare Resultat        | Motståndare Resultat   | Motståndare Resultat | Motståndare Resultat | Motståndare Resultat | Placering        |
| ----------------- | ---------------- | ------------------------ | --------------------------- | ---------------------- | -------------------- | -------------------- | -------------------- | ---------------- |
| Christophe Negrel | Herrarnas −80 kg | Stevens (NED) W 13–10    | Ahmadov (AZE) L 17–24       | Gick inte vidare       | Gick inte vidare     | Gick inte vidare     | Gick inte vidare     | Gick inte vidare |
| Pascal Gentil     | Herrarnas +80 kg | Chukwumerije (NGR) W 2–0 | Moitland (CRC) W 4–(−1)     | Moon D-S (KOR) L 3–5   | Bye                  | Zrouri (MAR) W 3–1   | Kamal (JOR) W 6–2    | 3                |
| Gwladys Épangue   | Damernas −57 kg  | Corsi (ITA) L 0–2        | Gick inte vidare            | Gick inte vidare       | Gick inte vidare     | Gick inte vidare     | Gick inte vidare     | Gick inte vidare |
| Myriam Baverel    | Damernas +67 kg  | Bosshart (CAN) W 7–5     | Castrignano (ITA) W 8–8 SUP | Dawani (JOR) W 3–3 SUP | Bye                  | Bye                  | Chen Z (CHN) L 5–12  | 2                |

## Tennis
Herrar
| Spelare                           | Gren       | Omgång 1                             | Omgång 2                              | Åttondelsfinaler                             | Kvartsfinaler                          | Semifinaler       | Final / BM        | Final / BM       |
| Spelare                           | Gren       | Motståndare Poäng                    | Motståndare Poäng                     | Motståndare Poäng                            | Motståndare Poäng                      | Motståndare Poäng | Motståndare Poäng | Placering        |
| --------------------------------- | ---------- | ------------------------------------ | ------------------------------------- | -------------------------------------------- | -------------------------------------- | ----------------- | ----------------- | ---------------- |
| Grégory Carraz                    | Herrsingel | Baghdatis (CYP) L 7–5, 6–7(5–7), 5–7 | Gick inte vidare                      | Gick inte vidare                             | Gick inte vidare                       | Gick inte vidare  | Gick inte vidare  | Gick inte vidare |
| Arnaud Clément                    | Herrsingel | Lapentti (ECU) W 7–6(7–5), 6–2       | Karlović (CRO) L 6–7(4–7), 6–4, 4–6   | Gick inte vidare                             | Gick inte vidare                       | Gick inte vidare  | Gick inte vidare  | Gick inte vidare |
| Sébastien Grosjean                | Herrsingel | Horna (PER) W 6–2, 7–5               | Arthurs (AUS) W 7–6(7–2), 6–3         | López (ESP) W 6–7(4–7), 6–4, 6–0             | González (CHI) L 2–6, 6–2, 4–6         | Gick inte vidare  | Gick inte vidare  | Gick inte vidare |
| Fabrice Santoro                   | Herrsingel | Volandri (ITA) W 6–1, 6–2            | Robredo (ESP) L 6–1, 3–6, 4–6         | Gick inte vidare                             | Gick inte vidare                       | Gick inte vidare  | Gick inte vidare  | Gick inte vidare |
| Arnaud Clément Sébastien Grosjean | Herrdubbel | i.u.                                 | Black / Ullyett (ZIM) L 7–5, 4–6, 7–9 | Gick inte vidare                             | Gick inte vidare                       | Gick inte vidare  | Gick inte vidare  | Gick inte vidare |
| Michaël Llodra Fabrice Santoro    | Herrdubbel | i.u.                                 | Malisse / Rochus (BEL) W 6–3, 6–2     | Nestor / Niemeyer (CAN) W 6–3, 6–7(5–7), 6–3 | Ančić / Ljubičić (CRO) L 6–4, 3–6, 7–9 | Gick inte vidare  | Gick inte vidare  | Gick inte vidare |

Damer
| Spelare                        | Gren      | Omgång 1                               | Omgång 2                                  | Åttondelsfinaler                                    | Kvartsfinaler                           | Semifinaler                  | Final / BM                      | Final / BM       |
| Spelare                        | Gren      | Motståndare Poäng                      | Motståndare Poäng                         | Motståndare Poäng                                   | Motståndare Poäng                       | Motståndare Poäng            | Motståndare Poäng               | Placering        |
| ------------------------------ | --------- | -------------------------------------- | ----------------------------------------- | --------------------------------------------------- | --------------------------------------- | ---------------------------- | ------------------------------- | ---------------- |
| Nathalie Dechy                 | Damsingel | Suárez (ARG) L 7–6(7–1), 6–7(5–7), 7–9 | Gick inte vidare                          | Gick inte vidare                                    | Gick inte vidare                        | Gick inte vidare             | Gick inte vidare                | Gick inte vidare |
| Amélie Mauresmo                | Damsingel | Martínez (ESP) W 6–1, 6–4              | Camerin (ITA) W 6–0, 6–1                  | Rubin (USA) W 6–3, 6–1                              | Kuznetsova (RUS) W 7–6(7–5), 4–6, 6–2   | Molik (AUS) W 7–6(10–8), 6–3 | Henin-Hardenne (BEL) L 3–6, 3–6 | 2                |
| Mary Pierce                    | Damsingel | Medina Garrigues (ESP) W 6–3, 7–5      | Petrova (RUS) W 6–2, 6–1                  | Williams (USA) W 6–4, 6–4                           | Henin-Hardenne (BEL) L 4–6, 4–6         | Gick inte vidare             | Gick inte vidare                | Gick inte vidare |
| Sandrine Testud                | Damsingel | Elia (ITA) L 0–6, 2–6                  | Gick inte vidare                          | Gick inte vidare                                    | Gick inte vidare                        | Gick inte vidare             | Gick inte vidare                | Gick inte vidare |
| Nathalie Dechy Sandrine Testud | Damdubbel | i.u.                                   | Križan / Srebotnik (SLO) W 7–5, 6–3       | Kuznetsova / Lichovtseva (RUS) W 2–6, 7–6(7–5), 6–3 | Suárez / Tarabini (ARG) L 4–6, 6–1, 4–6 | Gick inte vidare             | Gick inte vidare                | Gick inte vidare |
| Amélie Mauresmo Mary Pierce    | Damdubbel | i.u.                                   | Daniilidou / Zachariadou (GRE) W 7–5, 6–1 | Navratilova / Raymond (USA) L RET                   | Gick inte vidare                        | Gick inte vidare             | Gick inte vidare                | Gick inte vidare |

## Triathlon
| Triathlet          | Gren                | Simning (1.5 km) | Trans 1 | Cykling (40 km) | Trans 2 | Löpning (10 km) | Total tid  | Placering |
| ------------------ | ------------------- | ---------------- | ------- | --------------- | ------- | --------------- | ---------- | --------- |
| Frédéric Belaubre  | Herrarnas triathlon | 18:04            | 0:19    | 1:00:58         | 0:24    | 32:58           | 1:52:00,53 | 5         |
| Carl Blasco        | Herrarnas triathlon | 18:06            | 0:18    | 1:01:43         | 0:19    | 33:31           | 1:53:20,16 | 12        |
| Stéphane Poulat    | Herrarnas triathlon | 18:04            | 0:19    | 1:01:43         | 0:20    | 34:04           | 1:53:51,35 | 14        |
| Delphine Pelletier | Damernas triathlon  | 20:40            | 0:19    | 1:18:13         | 0:27    | 43:46           | 2:22:39,28 | 44        |